# Loire 70
Loire 70 là một loại tàu bay trinh sát biển tầm xa của Pháp trong thập niên 1930, do hãng Loire Aviation chế tạo.

## Quốc gia sử dụng
Pháp
- Hải quân Pháp

## Tính năng kỹ chiến thuật
Đặc điểm tổng quát
- Kíp lái: 8
- Chiều dài: 19,5 m (63 ft 11¾ in)
- Sải cánh: 30 m (98 ft 5¼ in)
- Chiều cao: 6,75 m (22 ft 1¾ in)
- Diện tích cánh: 136 m2 (1.463,94 ft2)
- Trọng lượng rỗng: 6.500 kg (14.330 lb)
- Trọng lượng có tải: 11.500 kg (25.353 lb)
- Powerplant: 3 × Gnome-Rhône 9Kfr, 552 kW (740 hp) mỗi chiêc

Hiệu suất bay
- Vận tốc cực đại: 235 km/h (146 mph)
- Vận tốc hành trình: 165 km/h (102,5 [1] mph)
- Tầm bay: 3.000 km (1.864 dặm)
- Trần bay: 4.000 m (13.125 ft)

Vũ khí trang bị
- 6 súng máy Darne 7,5mm (0,295 in)
- 600 Kg (1.323) bom hoặc
- 4 bom chống tàu ngầm 75 kg (165 lb)